# 勤勞人位革命黨
勤勞人位革命黨，簡稱勤勞黨，是越南共和國的一個右翼至極右翼的政黨，於1950年代初期由總統吳廷琰和其胞弟政治顧問吳廷瑈建立。

## 歷史
勤勞黨基於社團組織和秘密網路作為有效工具，在給吳廷琰的權力創建政治基礎中扮演了相當重要的角色，並幫助吳廷琰控制南越的所有政治活動。該黨的表面上教條是基於吳廷瑈的人性尊嚴論以及艾曼纽·穆尼埃的人格主义思想。
吳廷琰在1963年南越政變中被推翻，隨後該黨被解散。1965年，其後繼政黨越南人社革命黨成立。